# ماساکی فوجیتا
ماساکی فوجیتا (انگلیسی: Masaaki Fujita; ۳ ژانویهٔ ۱۹۲۲ – ۲۷ مهٔ ۱۹۹۶) سیاستمدار، و بازیکن فوتبال اهل ژاپن بود.